# Jean-Michel Ribes
Pour les articles homonymes, voir Ribes.
Jean-Michel Ribes, né le 15 décembre 1946 à Paris, est un acteur, dramaturge, metteur en scène de théâtre, réalisateur, scénariste français, auteur de publicités.
Il a dirigé le théâtre du Rond-Point à Paris de 2001 à 2022.

## Biographie
Né en 1946, il est le fils de Pierre Ribes et de Jeanne Bernadet, femme d'origine argentine qui lui fait découvrir le théâtre dès l'âge de cinq ans. Déchiré par le divorce de ses parents et l'absence de son père, il retrouve goût à l'existence en s'en inventant mille autres grâce au théâtre. C'est sa mère qui, en se remariant au peintre Jean Cortot, lui fait rencontrer « les écrivains et les artistes les plus drôles des années 1950-60 : Tardieu, Queneau, Miró ». Alors qu'il a l'audace de monter sur scène à l'âge de douze ans, son père, plutôt grand bourgeois et furieux de cette initiative, le place en pension dans l'institution Le Montcel à Jouy-en-Josas.
Ribes fonde en 1966 la compagnie du Pallium, avec le peintre Gérard Garouste et le comédien Philippe Khorsand. Il côtoie à cette époque Roland Topor, Jérôme Savary, Fernando Arrabal et d'autres. De jeunes acteurs tels qu’Andréa Ferréol, Roland Blanche, Marie-Pierre Casey, Gérard Darmon, Tonie Marshall, Jean-Pierre Bacri, Daniel Prévost, Roland Giraud et Michel Elias rejoignent sa compagnie. Il met en scène de nombreuses pièces contemporaines, entre autres de Shepard, Copi, Topor, Grumberg et Arrabal, ainsi que sa première pièce, Les Fraises musclées, en 1970.
Ribes se marie avec l'actrice Laurence Vincendon dont il divorcera dans les années 1970. Avec deux autres créateurs, Georges Couroupos et Yánnis Kókkos  passionnés par le phénomène complexe des croisades, il présente en 1975 au festival d'Avignon une première expérience de création collective sur le Moyen-Âge incluant des thèmes musicaux interprétés par les luths, les vièles et les cistres de l'Ensemble des ménétriers.
Au début des années 1980, Ribes crée avec Roland Topor, Jean-Marie Gourio, François Rollin et Gébé, les séries télévisées humoristiques Merci Bernard (sur FR3) et Palace (sur Canal+), à l’humour décapant. Il réalise quatre longs métrages, dont Chacun pour toi (avec Albert Dupontel et Jean Yanne) et Musée haut, Musée bas d’après sa pièce éponyme.
En 1995, Ribes reçoit l'un des Grands Prix de l'humour noir avec Jean-Marie Gourio pour le spectacle Brèves de comptoir. De 1997 à 2002, il anime la manifestation « Texte nu » du Festival d’Avignon, destinée à promouvoir l’écriture dramatique contemporaine.
En 2000, deux cents auteurs dramatiques fondent le mouvement des Écrivains associés du théâtre.  Ribes en est élu président. En 2001, il reçoit le prix Plaisir du théâtre pour l’ensemble de son œuvre, et en 2002 le Grand prix théâtre de l'Académie française. En 2003, il est président du jury du Festival international des Très Courts.
En novembre 2001, Catherine Tasca, ministre de la culture, et Bertrand Delanoë, maire de Paris, nomment Ribes directeur du Théâtre du Rond-Point. En 2002, il reçoit le Molière du meilleur auteur francophone pour sa pièce Théâtre sans animaux ainsi que le Molière de la meilleure pièce comique. En août 2008, il préside le jury du 1er Festival du film francophone d'Angoulême (FFA). En 2013, il est promu commandeur des Arts et des Lettres (officier en 2010). En juin 2011, il reçoit le grand prix de la Société des auteurs et compositeurs dramatiques (SACD).
En 2011, Ribes soutient activement François Hollande lors de la primaire socialiste. Pendant la présidence de M. Hollande, il est décrit comme un « habitué » du palais de l'Élysée. Il défend à plusieurs reprises publiquement le président socialiste, dont le niveau de popularité est au plus bas, en dénonçant le dénigrement qui existerait à son égard, allant jusqu'à signer avec d'autres personnalités du monde du spectacle une tribune dénonçant le « Hollande-bashing » et rappelant « tout ce qui a été accompli » notamment « la sanctuarisation du budget de la culture ».
Le 13 mars 2012, à Nancy, Ribes est agressé par des catholiques extrémistes qui lui jettent une tarte aux excréments au visage en raison de la programmation dans son théâtre d’une pièce de Rodrigo García, Golgota picnic, dont le personnage central est le Christ, qu'ils jugent blasphématoire.

### Le Théâtre du Rond-Point

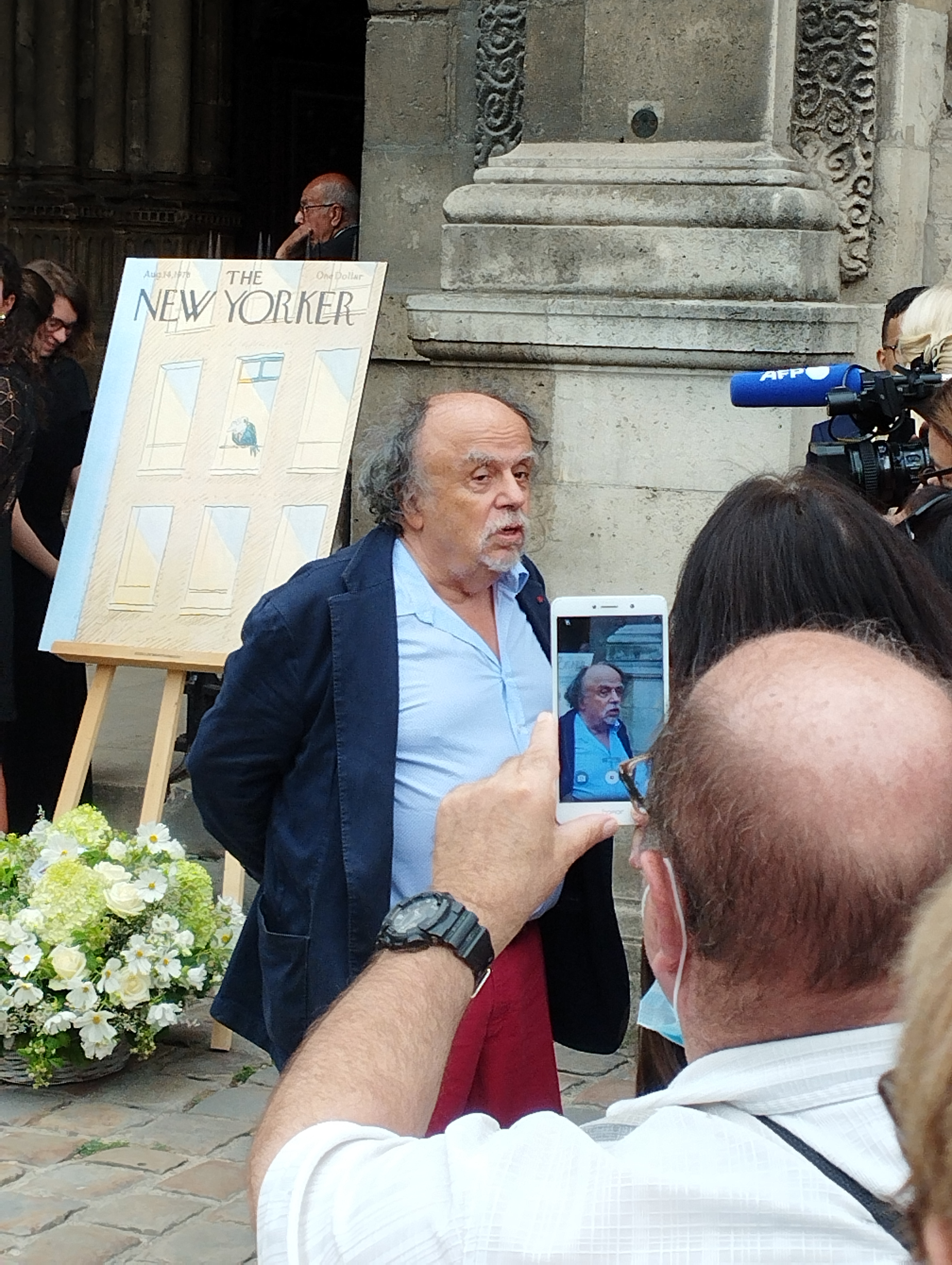
Jean-Michel Ribes aux obsèques de Jean-Jacques Sempé en août 2022.

Nommé directeur du Théâtre du Rond-Point en 2001, Ribes décide d’en faire une maison de création consacrée au théâtre d’aujourd’hui. Le théâtre est décoré par Patrick Dutertre. Les costumes du personnel d'accueil sont dessinés par Juliette Chanaud. Il installe une nouvelle librairie en association avec l’éditeur Actes Sud et réaménage de fond en comble le restaurant. En partenariat avec La COPAT, de nombreuses pièces sont filmées et diffusées sur les chaînes de télévision Arte, France 2 et TV5 Monde (toutes sont publiées en DVD (COPAT collection Rond Point)). La nouvelle salle Roland Topor est le « grenier à rêves » du Rond-Point, réservée aux spectacles « tentatives »,. Le nouveau directeur de l'établissement veut notamment redonner sa « place aux poètes comiques, aux satiristes, aux subversifs loufoques, aux pourfendeurs du sérieux, bref à ceux qui offrent le miracle du rire ».
En 2014, le Théâtre du Rond-Point bénéficie de subventions de près de 4 millions d'euros dont une subvention d'exploitation de 1 960 000 euros HT de la part de la mairie de Paris. Pointé du doigt par des élus de droite pour ce montant élevé de subventions, Jean-Michel Ribes rappelle que le budget annuel de la SARL est néanmoins constitué de recettes propres pour 64 % (dont 48 % de billetterie et apports artistiques).

## Théâtre

### Auteur et metteur en scène

#### 1970 à 2021
- 1970 : L'Alchimiste de Ben Johnson, Théâtre de Plaisance, décors de Garouste
- 1970 : Les Fraises musclées, Théâtre La Bruyère, Théâtre de la Gaîté-Montparnasse en 1973
- 1971 : Il faut que le sycomore coule, Théâtre de Plaisance
- 1972 : Je veux me suisider, Théâtre Pigall’s
- 1972 : Rumeurs[17]
- 1972 : Par delà les marronniers, Maison d'Ourscamp, Festival du Marais, Espace Pierre Cardin
- 1974 : L'Odyssée pour une tasse de thé, Théâtre de la Ville
- 1975 : On loge la nuit-café à l'eau, Hôtel de Donon, Festival du Marais, Espace Pierre Cardin
- 1975 : Dieu le veut, Festival d'Avignon
- 1975 : Omphalos Hôtel, Théâtre national de Chaillot
- 1976 : Tout contre un petit bois, Théâtre Récamier
- 1977 : Jacky Parady, avec David Rochline, Théâtre de la Ville
- 1983 : Batailles avec Roland Topor, Théâtre de l'Athénée, Théâtre Fontaine
- 1986 : Révoltes avec Jean Tardieu et Arnold Wesker (comprenant Venise zigouillée de Jean-Michel Ribes), Théâtre du Rond-Point
- 1990 : La Cuisse du steward, Théâtre de la Renaissance
- 1997 : Monsieur Monde, Théâtre de l'Odéon
- 2001 : Théâtre sans animaux, Théâtre Tristan Bernard

#### auThéâtre du Rond-Pointdepuis 2002
- 2004 : Musée haut, musée bas
- 2008 : Batailles de Roland Topor et Jean-Michel Ribes
- 2011 : René l'énervé, opéra bouffe et tumultueux, compositeur Reinhardt Wagner
- 2013 : Théâtre sans animaux, aussi au Théâtre National de Nice
- 2016 : Par-delà les marronniers
- 2017 : Sulki et Sulku ont des conversations intelligentes
- 2021 : J'habite ici

#### auThéâtre de Paris
- 2019 : Palace sur scène[18], adaptation de la série télévisée Palace, de Jean-Michel Ribes et Jean-Marie Gourio, mise en scène Jean-Michel Ribes, théâtre de Paris

### Metteur en scène

#### 1966 à 2001
- 1966 : Chez l'illustre écrivain d’Octave Mirbeau, Théâtre de Plaisance
- 1966 : Je rêvais peut-être de Pirandello, Théâtre de Plaisance
- 1967 : L'Alchimiste (The Alchemist) de Ben Jonson, Théâtre de Plaisance
- 1967 : Herman est de retour ou le Retour d'Herman (anonyme)
- 1969 : Le Lai de Barrabas de Fernando Arrabal, Studio des Champs-Elysées
- 1978 : Le gros oiseau, de Jean Bouchaud avec François Cluzet et Patrick Chesnais, Théâtre de la Gaité Montparnasse
- 1984 : L'Ouest, le vrai de Sam Shepard, mise en scène avec Luc Béraud, Théâtre de l'Athénée-Louis-Jouvet
- 1987 : L'Anniversaire d'Harold Pinter, Théâtre Tristan Bernard
- 1987 : Le Pont des soupirs de Jacques Offenbach, Théâtre de Paris
- 1988 : La Cagnotte d'Eugène Labiche, Comédie-Française
- 1994 : Cirque à deux de Barry Creyton, adaptation avec Michèle Laroque, Théâtre du Palais-Royal
- 1994:  Brèves de comptoir de Jean-Marie Gourio, Théâtre Tristan Bernard
- 1998 : Les Talons devant de Patrick Bosso et Jean-Michel Ribes, Pépinière Théâtre
- 1998 : Rêver peut-être de Jean-Claude Grumberg, Centre national de création d'Orléans, Théâtre du Rond-Point (Grand Prix de la critique « meilleure création théâtrale en langue française », six nominations aux Molières
- 1999 : Tedy de Jean-Louis Bourdon, Théâtre de Poche Montparnasse
- 1999 : Les Nouvelles Brèves de comptoir de Jean-Marie Gourio, Théâtre Fontaine
- 2000 : Amorphe d'Ottenburg de Jean-Claude Grumberg, Comédie-Française Salle Richelieu
- 2000 : Jeffrey Bernard est souffrant de Keith Waterhouse, Théâtre Fontaine
- 2002 : La Priapée des écrevisses de Christian Siméon, Pépinière Opéra
- 2002 : L'Enfant do de Jean-Claude Grumberg, Théâtre Hébertot
- 2003 : Guy Bedos de Guy Bedos, Nicolas Bedos et Gérard Miller, Théâtre national de Nice et Olympia Paris
- 2009 : Les Diablogues de Roland Dubillard, Théâtre Marigny

#### AuThéâtre du Rond-Pointdepuis 2002
- 2002 : Le Complexe de Thénardier de José Pliya
- 2003 : Le professeur Rollin a encore quelque chose à dire de François Rollin
- 2004 : Le Jardin aux betteraves de Roland Dubillard
- 2005 : Sans ascenseur de Sébastien Thiéry
- 2005 : Dieu est un steward de bonne composition d'Yves Ravey
- 2005 : Merci de Daniel Pennac
- 2006 : Collection particulière de François Morel, musique Reinhardt Wagner
- 2007 : J'ai tout de Thierry Illouz
- 2008 : La Ferme des concombres de Patrick Robine
- 2009 : Un garçon impossible de Petter S. Rosenlund
- 2010 : Les Nouvelles Brèves de comptoir de Jean-Marie Gourio, adaptation Jean-Marie Gourio et Jean-Michel Ribes
- 2020 : Kadoc de Rémi De Vos

## Filmographie

### Cinéma

#### Acteur
- 1970 : La Femme sandwich et Opération Macédoine de Jacques Scandelari
- 1971 : Laisse aller... c'est une valse de Georges Lautner
- 1971 : Avoir vingt ans dans les Aurès de René Vautier
- 1973 : Elle court, elle court la banlieue de Gérard Pirès
- 1973 : George qui ? de Michèle Rosier
- 1978 : 92 minutter af i går (92 Minutes of Yesterday) de Carsten Brandt
- 1979 : Le Mors aux dents de Laurent Heynemann
- 1980 : La Banquière de Francis Girod
- 1981 : Le Rat court métrage d’Élisabeth Huppert
- 1982 : Ma femme s'appelle reviens de Patrice Leconte
- 1982 : Le Grand Frère de Francis Girod
- 1983 : Circulez y'a rien à voir de Patrice Leconte
- 1985 : Signé Charlotte de Caroline Huppert
- 1986 : La Galette du roi de Jean-Michel Ribes
- 1990 : Lacenaire de Francis Girod
- 1991 : La Montre, la Croix et la Manière (The Favour, the Watch, and the Very Big Fish)
- 1997 : Valkanizater (Balkanisateur) de Sotiris Goritsas
- 2008 : La Jeune Fille et les Loups de Gilles Legrand
- 2008 : Musée haut, musée bas de Jean-Michel Ribes
- 2009 : Les Herbes folles d’Alain Resnais
- 2014 : Brèves de comptoir de Jean-Michel Ribes

#### Scénariste
- 1974 : Vous intéressez-vous à la chose ? de Jacques Baratier
- 1979 : Collections privées : L'Île aux sirènes de Just Jaeckin
- 2006 : Cœurs d’Alain Resnais

#### Réalisateur et scénariste
- 1979 : Rien ne va plus
- 1986 : La Galette du roi coscénarisé avec Roland Topor
- 1994 : Chacun pour toi coscénarisé avec Philippe Madral
- 2008 : Musée haut, musée bas
- 2014 : Brèves de comptoir

### Télévision

#### Acteur
- 1982-1984 : Merci Bernard
- 1982 : L’Apprentissage de la ville de Caroline Huppert
- 1983 : Elle voulait faire du cinéma de Caroline Huppert
- 2007 : Notable donc coupable de Dominique Baron et Francis Girod

#### Réalisateur
- 1981 : Le Gros Oiseau
- 1981 : La Bataille navale (Antenne 2)
- 1982-1984 : Merci Bernard (France 3)
- 1983 : Le Petit Théâtre d'Antenne 2 : Personne me regarde dans la rue
- 1984 : Batailles (France 3)
- 1987 : M’as-tu vu ? (TF1)
- 1988 : Palace (Canal+ et Antenne 2)
- 1990 : Le Pont des soupirs (France 2)
- 1993 : B comme Bolo (TF1)
- 1995 : Audimeurtre (Canal+)
- 1996 : Berjac : Coup de théâtre (TF1)
- 1996 : Brèves de comptoir (Canal+)
- 1996 : Berjac : Coup de maître (TF1)
- 1996 : Faisons un rêve de Sacha Guitry (Canal+)
- 1998 : Le Professeur Rollin (Warner Diffusion)
- 1999 : Rêver peut-être (TPS)
- 2000 : Les Nouvelles Brèves de Comptoir (Canal+)
- 2002 : Théâtre sans animaux (Arte)
- 2004 : Le Complexe de Thénardier (Arte)
- 2005 : L'Envers du décor (France 5)
- 2008 : Batailles, avec Pierre Arditi, Tonie Marshall, François Berléand (France 2)
- 2008 : Les Diablogues, avec Jacques Gamblin et François Morel (France 2)
- 2010 : L'Aventure du Rond Point, audace joyeuse et rire de résistance (France 2)

#### Scénariste
- 1988 : M'as-tu-vu ? d’Éric Le Hung

## Œuvres publiées
- Le Menu de Frango Twix, Cratère
- La Petite O.N.U. fantaisie humanitaire, Pocket
- Par-delà les marronniers, L'Avant-Scène, 1973 - rééd. revue, Actes Sud, 2016
- Les cent pas – Intimité – Mon Jean-Baptiste, L'Avant-Scène, 1979
- Les aventures de l'histoire de France, Ramsay, 1982
- Merci Bernard, Actes Sud, 1984
- Les candidats auxquels vous avez échappé, Safrat, 1988
- L'odyssée pour une tasse de thé, Actes Sud, 1992
- Tout contre un petit bois, Actes Sud, 1992
- Pièces détachées, Actes Sud, 1992
- La cuisse du steward - une farce en trois actes, Actes Sud, 1993
- Il faut que le sycomore coule – Omphalos hotel ; six pièces minuscules, Actes Sud, 1993
- Monologues, Bilogues, Trilogues, Actes Sud, 1999
- Palace, Actes Sud, 1999
- Une magnifique désolation, éditions de l'Amandier, 2003
- Sursauts, Brindilles et Pétards, Grasset, 2004
- Théâtre sans animaux, Actes Sud/Babel, 2004
- La baignoire et les deux chaises : recueil de 15 pieces courtes, éditions de l'Amandier, 2005
- Je n’aime pas la campagne sauf dans le TGV elle va plus vite, éd. Xavier Barral, ill. Stéphane Trapier, 2006
- Cœurs, Actes Sud, 2006
- Multilogues suivi de Dieu le veut, Actes Sud, 2006
- Le Rire de résistance, Beaux arts éditions/Théâtre du Rond-Point, 2007
- Mois par Moi, Actes Sud, 2008
- Monsieur Monde, Actes Sud, 2008
- Voyages hors de soi, Actes Sud, 2009
- Batailles, Actes Sud, 2007
- J'ai encore oublié saint Louis !, illustrations de Stéphane Trapier, Actes Sud, 2009
- Trois pièces facétieuses, Magnard, 2010
- Le Rire de résistance, tome 2, Beaux arts éditions/Théâtre du Rond-Point, 2010
- René l'énervé, Actes Sud, 2011
- En Chine, Actes Sud, 2011
- Vents contraires ; le livre collaboratif du théâtre du Rond-Point en collaboration avec Jean-Daniel Magnin, le Castor Astral, 2012
- Les Mots que j'aime et quelques autres, Le Point-Seuil, 2013
- Mille et un morceaux, L'Iconoclaste, 2015  (ISBN 978-2913366909)
- Sulki et Sulku ont des conversations intelligentes, Actes Sud, 2017
- Dictionnaire de mes amis recommandables, Actes Sud, 2023

## Publicités
- En 2004-2017, la mutuelle d'assurance MAAF a repris dans ses publicités télévisées l'une des rubriques mythiques de la série Palace, « Appelez-moi le directeur ! », où Philippe Khorsand et Marcel Philippot reprennent leurs rôles respectifs. Le duo a été rejoint en été 2007 par Eva Darlan. En novembre 2007, Daniel Prévost occupe à son tour le rôle du client mécontent. Le rôle du directeur est repris par Bernard Farcy puis par Laurent Gamelon.
- LCL : il est réalisateur des dernières publicités du Crédit lyonnais « Demandez plus à votre argent ».

## Distinctions

### Décorations
Le 6 avril 2007, Jean-Michel Ribes est nommé au grade de chevalier dans l'ordre national de la Légion d'honneur au titre de « directeur de théâtre, auteur, metteur en scène, réalisateur ; 41 ans d'activités artistiques ». Il est fait chevalier de l'ordre le 18 septembre 2007 puis promu au grade d'officier le 14 avril 2017 au titre de « auteur dramatique, metteur en scène, cinéaste et directeur de théâtre ».
Il est nommé officier dans l'ordre des Arts et des Lettres en juillet 2010.

### Prix et récompenses
- 1975 :
  - prix de la meilleure pièce de l’année au Danemark pour On loge la nuit-café à l’eau
  - prix des Jeunes Auteurs SACD pour Omphalos Hôtel
- 1976 : prix des U et Prix Plaisir du théâtre pour Tout contre un petit bois
- 1994 : Grand prix de l'humour noir
- 1995 : nomination aux Molières du meilleur metteur en scène pour Brèves de comptoir
- 1999 : Grand prix de la critique 1998-1999 pour le meilleur spectacle de langue française pour Rêver peut-être de Jean-Claude Grumberg
- 2002 : Prix Plaisir du théâtre pour Théâtre sans animaux
- 2002 : Grand prix du théâtre de l’Académie française pour l’ensemble de son œuvre
- Molières 1999 :
  - nomination au Molière du metteur en scène pour Rêver peut-être
  - nomination au Molière de la meilleure pièce de création pour Rêver peut-être
- Molières 2002 :
  - Molière du meilleur spectacle comique pour Théâtre sans animaux
  - Molière de l'auteur pour Théâtre sans animaux
- Molières 2005 : nomination au Molière de l'auteur pour Musée haut, musée bas
- Prix Créateur sans frontières 2007 (Ministère des Affaires étrangères)
- Prix SACD 2011 : Grand Prix de la SACD

#### Études sur Jean-Michel Ribes
- Numéro spécial Jean-Michel Ribes ; l'art de résister, collectif, L'Avant-Scène, 2009
- Alexandra David, sous la direction de Pascale Goetschel, Jean-Michel Ribes : itinéraire d'un homme de spectacle du XXe siècle et du début du XXIe siècle. Mémoire de master d'histoire, Université Paris-I-Panthéon-Sorbonne, 2011, 225p « Catalogue SUDOC », sur www.sudoc.abes.fr (consulté le 21 mai 2017).